# Á köldum klaka
Á köldum klaka'' é um filme américo-nipônico-dano-teuto-islandês de 1995, dirigido por Friðrik Þór Friðriksson.